# Sulfonamid (medicina)
Sulfonamidi su u osnovi nekoliko grupa lekova. Originalni antibakterijski sulfonamidi (sulfa lekovi) su sintetički antimikrobni agensi koji sadrže sulfonamidnu grupu. Deo sulfonamidnih lekova nema antibakterijsko dejstvo, npr., antikonvulsant sultiam. Sulfonilureje i tiazidni diuretic su novije grupe lekova bazirane na antibakterijskim sulfonamidima.
Sulfa alergije se često javljaju, pa se lekovi koji sadrže sulfonamide oprezno propisuju. Važno je razlikovati sulfa lekove i drugih lekova i aditiva koji sadrže sumpor, kao što su sulfati i sulfiti, koji hemijski nisu srodni sa sulfonamidnom grupom, i ne uzrokuju iste hipersenzitivne reakcije.
Sulfonamidi istiskuju bilirubin iz albumina, te je kernikterus (oštećenje mozga uled previsoke koncentracije bilirubina) važna potencijalna nuspojava upotrebe sulfonamida.

## Literatura
- Henry, Richard J. (децембар 1943). „The Mode of Action of Sulfonamides”. Bacteriol Rev. 7 (4): 175—262. PMC 440870 .

## Spoljašnje veze
- Архивирано на веб-сајту  (31. децембар 2010)
- (Chemotherapy)